# Finkenberg
Finkenberg est une commune autrichienne du district de Schwaz dans le Tyrol.